# Liste d'élections en 1950
Chronologie des élections
- 1946
- 1947
- 1948
- 1949
- 1950
- 1951
- 1952
- 1953
- 1954

Cette liste recense les élections organisées durant l'année 1950. Elle inclut les élections législatives et présidentielles nationales dans les États souverains, ainsi que les principaux référendums.
En Europe de l'Est (URSS et Yougoslavie en mars, Albanie en mai, Allemagne de l'Est en octobre), les élections se déroulent à parti unique ou à coalition unique ; aucune candidature d'opposition au pouvoir communiste n'est possible.
Au mois de mai, la Turquie connaît sa première alternance démocratique au pouvoir. En Belgique, la question du retour du roi Léopold III sur le trône entraîne un référendum au mois de mars et des élections législatives dans un climat tendu en juin.

## Par mois

### Janvier
| Date             | Pays             | Élections      | Contexte | Résultats |
| ---------------- | ---------------- | -------------- | --- | --- |
| 3 et 10 janvier  | Royaume d'Égypte | Législatives   | | Alternance. Le parti Wafd (nationaliste, libéral-conservateur) remporte une large majorité des sièges. Moustapha Nahhas est nommé premier ministre. |
| 16 et 17 janvier | Finlande         | Présidentielle | Élection au suffrage indirect : les citoyens élisent un collège électoral qui élit le président de la République. | Juho Kusti Paasikivi (Parti de la coalition nationale : libéral-conservateur) est réélu avec 57 % des voix du collège électoral, devançant notamment Mauno Pekkala (Ligue démocratique du peuple finlandais : alliance des communistes et des socialistes). |

### Février
| Date       | Pays        | Élections    | Contexte | Résultats |
| ---------- | ----------- | ------------ | -------- | --- |
| 23 février | Royaume-Uni | Législatives |          | Le Parti travailliste (gauche) conserve de justesse la majorité absolue des sièges à la Chambre des communes. Clement Attlee demeure premier ministre. |

### Mars
| Date          | Pays             | Élections                      | Contexte | Résultats |
| ------------- | ---------------- | ------------------------------ | --- | --- |
| 5 mars        | Royaume de Grèce | Législatives                   | Premières élections après la guerre civile (1946-1949) et la défaite de l'insurrection communiste. | Parlement sans majorité. Le Parti populaire (conservateur) obtient une majorité relative des sièges, devançant de peu le Parti libéral (libéral-conservateur, national-libéral). C'est néanmoins Sophoklís Venizélos (Parti libéral) qui parvient à former un gouvernement et est nommé premier ministre. |
| 12 mars       | Belgique         | Référendum                     | La question posée aux citoyens porte sur un éventuel retour du roi Léopold III sur le trône. Le roi est une figure controversée, certains jugeant qu'il a été trop conciliant envers l'Allemagne durant la guerre. Depuis 1945, il est en exil en Suisse. | La proposition d'inviter le roi à remonter sur le trône est approuvée par 57,7 % des votants. Largement approuvée en Flandre (72 % de « oui »), elle est toutefois rejetée en Wallonie (58 % de « non ») et à Bruxelles (52 % de « non »). Des élections législatives ont lieu le 4 juin (ci-dessous). |
| 12 mars       | Union soviétique | Législatives                   | Élections à parti unique. Aucune candidature d'opposition n'est possible. Les citoyens doivent voter pour ou contre les candidats approuvés par le parti au pouvoir. En pratique, l'élection ne se déroule pas à bulletin secret.                         | Les candidats proposés par les autorités sont déclarés élus avec un taux d'approbation général de 99,7 % (quelque 300 000 voix « non » sur 111 million de suffrages exprimés). Le Parti communiste dispose de 84 % des sièges, les autres revenant à des élus sans étiquette approuvés par le parti. Joseph Staline demeure président du conseil des ministres. Ce sont les dernières élections avant son décès en 1953. |
| 26 mars       | RFP Yougoslavie  | Législatives                   | Le Front populaire, alliance de partis 'antifascistes' sous la direction du Parti communiste, est seul autorisé à présenter des candidats. Les citoyens doivent voter pour ou contre les candidats proposés.                                              | Les candidats du Front sont élus, avec 94,2 % de suffrages favorables. Josip Broz Tito demeure premier ministre. |
| 26 au 29 mars | Salvador         | Législatives et présidentielle | La « Révolution de 1948 », qui est simplement un coup d'État, a remplacé une dictature militaire par une nouvelle junte. Le lieutenant-colonel Óscar Osorio choisit en 1950 de se soumettre à une élection présidentielle sans trucage.                   | Óscar Osorio (Parti révolutionnaire de l'unification démocratique, parti de la junte) est élu avec 56,5 % des voix face au colonel José Asencio Menéndez (Parti de l'action rénovée). Le PRUD remporte par ailleurs une majorité absolue des sièges au Parlement. Le gouvernement Osorio mène une politique de travaux publics et de progrès social (sécurité sociale, amélioration de l'accès au logement…).            |

### Avril
| Date    | Pays     | Élections    | Contexte | Résultats |
| ------- | -------- | ------------ | -------- | --- |
| 2 avril | Jordanie | Législatives |          | Les partis politiques n'étant pas autorisés à concourir aux élections, tous les députés sont élus sans étiquette. Saïd al-Mufti est nommé premier ministre. |

### Mai
| Date   | Pays                                      | Élections                      | Contexte | Résultats |
| ------ | ----------------------------------------- | ------------------------------ | --- | --- |
| 14 mai | Turquie                                   | Législatives                   | | Alternance. Le Parti démocrate (centre-droit), principal parti d'opposition, remporte une majorité écrasante des sièges. Le Parti républicain du peuple (social-démocrate, laïc) perd le pouvoir pour la première fois depuis l'avènement de la république en 1923. Adnan Menderes devient premier ministre.                                                                        |
| 21 mai | Nicaragua                                 | Législatives et présidentielle | Ces élections sont truquées. Le pays est de facto une dictature. Le Parti conservateur est le seul parti d'opposition autorisé à cette date.                                                                     | Le Parti libéral nationaliste (conservateur, autoritaire) conserve la majorité absolue des sièges. Son candidat Anastasio Somoza García est élu président de la République avec officiellement 75,6 % des voix, devant le candidat conservateur Emiliano Chamorro Benard. Il retrouve ainsi officiellement le pouvoir après avoir fait mine de le céder à son oncle de 1947 à 1950. |
| 28 mai | République populaire socialiste d'Albanie | Législatives                   | Le Front démocratique, qui rassemble le Parti du travail et les diverses organisations de masse qui lui sont liées, présente une liste unique de candidats, soumise officiellement à l'approbation des citoyens. | Les candidats du Front démocratique sont approuvés officiellement par 98,2 % des votants, et conservent ainsi tous les sièges. Enver Hoxha demeure premier ministre. |

### Juin
| Date     | Pays     | Élections    | Contexte | Résultats |
| -------- | -------- | ------------ | --- | --- |
| 1er juin | Cuba     | Législatives | | L'alliance du Parti authentique (corporatiste, national-syndicaliste), du Parti démocrate et du Parti libéral (centre-droit) conserve la majorité absolue des sièges. Manuel Antonio de Varona (Parti authentique) demeure premier ministre. Ce sont les dernières élections démocratiques avant le coup d'État de Fulgencio Batista en 1952. |
| 4 juin   | Belgique | Législatives | Ces élections font suite à la consultation populaire du mois de mars qui approuve le retour du roi Léopold III sur le trône. | Le Parti social-chrétien (centriste, chrétien-démocrate), qui disposait d'une majorité relative des sièges à la Chambre des députés et de la majorité absolue au Sénat, remporte cette fois la majorité absolue aux deux chambres. Le parti met ainsi fin à sa coalition avec les libéraux, et gouverne seul ; Jean Duvieusart devient premier ministre. Le roi rentre en Belgique en juillet, provoquant une grève générale en protestation. Quatre manifestants sont abattus par des gendarmes. Léopold accepte finalement d'abdiquer en faveur de son fils Baudouin, ce qui sera fait en juillet 1951. |
| 4 juin   | Équateur | Législatives | | Parlement sans majorité. Le Parti conservateur conserve la majorité relative. |
| 4 juin   | Japon    | Législatives | Renouvellement de la moitié de la chambre haute, la Chambre des conseillers.                                                 | Le Parti libéral (conservateur) remporte une majorité relative des sièges à pourvoir. |

### Juillet
| Date      | Pays  | Élections      | Contexte | Résultats                                                                             |
| --------- | ----- | -------------- | --- | ------------------------------------------------------------------------------------- |
| 2 juillet | Pérou | Présidentielle | À la suite du coup d'État d'octobre 1948, le pays est une dictature militaire. Le parti Alliance populaire révolutionnaire américaine (gauche) a été interdit, et les libertés publiques sont restreintes. | Seul candidat, le dictateur Manuel A. Odría est formellement élu avec 100 % des voix. |

### Août
| Date    | Pays               | Élections    | Contexte                                                                             | Résultats |
| ------- | ------------------ | ------------ | ------------------------------------------------------------------------------------ | --- |
| 30 août | Sud-Ouest africain | Législatives | Dans ce pays sous mandat sud-africain, seule la minorité blanche a le droit de vote. | Alternance. Le Parti national (droite à extrême-droite, pro-apartheid) remporte la très grande majorité des sièges. Le gouvernement colonial en place à Windhoek est désormais du même bord politique que le nouveau gouvernement à Pretoria. |

### Septembre
| Date             | Pays     | Élections    | Contexte                                                                 | Résultats |
| ---------------- | -------- | ------------ | ------------------------------------------------------------------------ | --- |
| 2 au 4 septembre | Malte    | Législatives | Malte à cette date est un État autonome au sein de l'Empire britannique. | Parlement sans majorité. Scindé en deux, le Parti travailliste (gauche) a perdu sa majorité. Le Parti nationaliste (conservateur, chrétien-démocrate) obtient une majorité relative des sièges, et forme un gouvernement de coalition fragile avec le Parti des travailleurs (social-démocrate). Enrico Mizzi (Parti nationaliste) devient premier ministre. |
| 5 septembre      | Danemark | Législatives |                                                                          | Parlement sans majorité. Les Sociaux-démocrates conservent leur majorité relative des sièges, pour la dixième élection consécutive. C'est néanmoins Erik Eriksen qui est nommé premier ministre : son Parti libéral (Venstre) forme un gouvernement minoritaire avec l'appui du Parti populaire conservateur.                                                |

### Octobre
| Date       | Pays               | Élections                      | Contexte | Résultats |
| ---------- | ------------------ | ------------------------------ | --- | --- |
| 3 octobre  | Brésil             | Législatives et présidentielle | | Le Parti social démocratique (conservateur) conserve une majorité relative aux deux chambres du Parlement. Le parti perd néanmoins la présidence de la République, au profit de Getúlio Vargas (Parti travailliste, social-démocrate), élu avec 48,7 % des voix devant trois autres candidats.                                                                                             |
| 8 octobre  | Haïti              | Présidentielle                 | Cette élection fait suite au coup d'État du mois de mai, par lequel l'armée a contraint le président Dumarsais Estimé à démissionner. Première élection présidentielle au suffrage direct, mais seuls les hommes ont le droit de vote. Paul Magloire, soutenu par la junte et par les grandes entreprises, est le seul candidat. | En l'absence de toute opposition, Paul Magloire est formellement élu avec 100 % des voix. |
| 19 octobre | Allemagne de l'Est | Législatives                   | Premières élections après la proclamation de la République démocratique allemande en 1949. Les différents partis politiques présentent ensemble une liste unique de candidats, où le nombre de sièges attribué à chaque parti a été décidé à l'avance. Les citoyens doivent voter pour ou contre les candidats proposés.         | La liste unique recueille officiellement 99,7 % de suffrages favorables. En apparence, ces élections produisent un parlement sans majorité, où le Parti socialiste unifié (SED : marxiste-léniniste) dispose d'une majorité relative avec moins d'un quart des sièges. En pratique, les autres partis lui sont de plus en plus subordonnés. Otto Grotewohl (SED) demeure premier ministre. |

### Novembre
| Date              | Pays       | Élections                      | Contexte                                                                                             | Résultats |
| ----------------- | ---------- | ------------------------------ | --- | --- |
| 7 novembre        | États-Unis | Législatives                   | | Le Parti démocrate (centre-gauche) conserve sa majorité absolue des sièges aux deux chambres - la conservant de justesse au Sénat. |
| 10 au 12 novembre | Guatemala  | Présidentielle                 | Les femmes illettrées sont exclues du droit de vote (tandis que les hommes illettrés peuvent voter). | Alternance. Jacobo Árbenz Guzmán, candidat d'une union de quatre partis de gauche et de centre-gauche, est élu avec 65,4 % des voix, face notamment à Miguel Ydígoras Fuentes, candidat de trois partis conservateurs. Inspiré par les idées du socialisme démocratique, mais incluant quelques communistes dans son gouvernement, Jacobo Árbenz sera renversé en 1954 par un coup d'État orchestré par la CIA américaine, et remplacé par une dictature militaire. |
| 26 novembre       | Uruguay    | Législatives et présidentielle | | Le parti Colorado (libéral, hétéroclite), qui disposait de la majorité relative des sièges dans les deux chambres, y obtient la majorité absolue. Son candidat Andrés Martínez Trueba est élu président de la République. |

### Décembre
Il n'y a pas d'élection nationale en décembre 1950.